# 突破性感染
突破性感染（英語：breakthrough infection）或譯穿透感染、突圍感染，即疫苗失敗的感染，为接种疫苗后仍感染所应免疫病原的现象，亦即疫苗没能让接种者与对应病毒产生免疫；目前仅出现在对抗病毒的疫苗。流行性腮腺炎、水痘、流感、SARS-CoV-2等疫苗，均有出现突破性感染的纪录。至于疫苗是否发生突破性感染这个特点，则取决于病毒本身的特性。通常，突破性感染患者的症状要比普通感染患者的要轻一些，甚至是無症狀感染。
突破性感染发生的原因包括：接种者的生物因素、疫苗的不当投予或储存、病毒的突变、封闭抗体的形成，以及其他因素。由于这些原因，一种疫苗的效力很少能达到100%。常见的流感疫苗大约能为58%的接种者提供免疫；约有2%接种麻疹疫苗的儿童无法获得免疫效果。然而如果群体免疫已经产生，也能防止免疫获得不充分的接种者感染疾病。换句话说，群体免疫可以降低人群中突破性感染的发生概率。
施打COVID-19疫苗不能保證有完全保護力，數據顯示各國接種後仍造成突破性感染。2021年4月，美国疾控中心报告称，美国7500万COVID-19疫苗完全接种者中，共发现5814例COVID-19突破性感染病例，包含74例死亡病例。

## 突破性感染案例

### 水痘
水痘疫苗预防水痘的有效率约为85%。发生突破性感染的病例中，75%感染者的症状较未接种疫苗的感染者更轻微，例如低烧及少于50个水泡；而未接种疫苗的患者通常有39 °C（102 °F）的高烧以及200-500个水疱。 未接种疫苗者的感染时间亦长于突破性感染患者。
大部分水痘的突破性感染病例是由于未能有效接种疫苗。因此，有人提议儿童接种者在第一针接种后一年内接种第二针水痘疫苗。

### 腮腺炎
腮腺炎疫苗是麻腮风三联疫苗（MMR）的成分之一，有效率约为88%。突破性感染患者中的严重病例较未接种疫苗的患者更少，包括无菌性脑膜炎及脑炎。
腮腺炎突破性感染的原因尚未查明。病毒基因的变化（抗原漂移）被认为是主要诱因；也有理论认为记忆T细胞在突破性感染中起一定作用。

### 乙型肝炎
乙型肝炎的突破性感染主要由于乙型肝炎病毒（HBV）突变引起的表面蛋白构象改变，以至于不能被乙肝疫苗诱导生成的抗体识别。此种突变病毒称为“疫苗逃逸突变体”，该现象又被称为“免疫逃逸”。乙肝突破性感染亦有可能是由于疫苗接种不及时，免疫抑制，以及母婴传播。乙型肝炎的突破性感染病例可能为无症状感染。

### COVID-19
2021年4月，研究人员报告在417名COVID-19疫苗接种者中，有两名女性出现了突破性感染，并确认了变异的病毒。后续小规模研究发现，若已完整接种mRNA疫苗却又遭突破性感染，一般症状较轻微且血清对各变异株中和抗体浓度比只完整接种却未感染者更为提高，尤其是免疫球蛋白A（IgA）滴度大为提升；这可能表示以后再出现新变异株，这些人的抗病毒能力会更佳，研究者并推论越多人完整接种疫苗可能使未来全球人口对抗新变异病毒越有免疫力。